# Sea Life Bangkok Ocean World
Koordinaten: 13° 44′ 39,9″ N, 100° 32′ 4,1″ O
Sea Life Bangkok Ocean World (Thai: บางกอก ซี ไลฟ์ โอเชียนเวิลด์), ehemals Siam Ocean World genannt, ist ein zweigeschossiges Schauaquarium, das sich im Siam Paragon, einem großen Einkaufszentrum in Thailands Hauptstadt Bangkok befindet.

## Geschichte
Sea Life Bangkok Ocean World, das 2005 unter dem Namen Siam Ocean World eröffnet wurde, ist das größte Schauaquarium in Südostasien (Stand 2023). Im Jahr 2014 wurde es in die Kette von Sea Life-Aquarien eingegliedert. Die Kette betreibt weltweit über 50 Aquarien. Sea Life Bangkok Ocean World zielt darauf ab, den Besuchern ein Bildungs- und Unterhaltungserlebnis zu bieten und das Bewusstsein für das Meeresleben zu fördern. Das Motto des Aquariums lautet: „Züchten, retten, schützen“.

## Anlagenkonzept und Tierbestand
Im Aquarium werden rund 30.000 aquatische Lebewesen in ca. 400 Arten aus verschiedenen Zonen gezeigt. Die Schaubecken fassen insgesamt rund 5.000.000 Liter Wasser. In der Süßwasserabteilung sind in erster Linie Fische der südamerikanischen Flüsse, beispielsweise Piranhas, Arapaimas und Stachelwelse zu sehen. Die Becken sind teilweise mit Regenwaldbepflanzungen, Felsen und Wasserfällen eingefasst.

Süßwasserfische
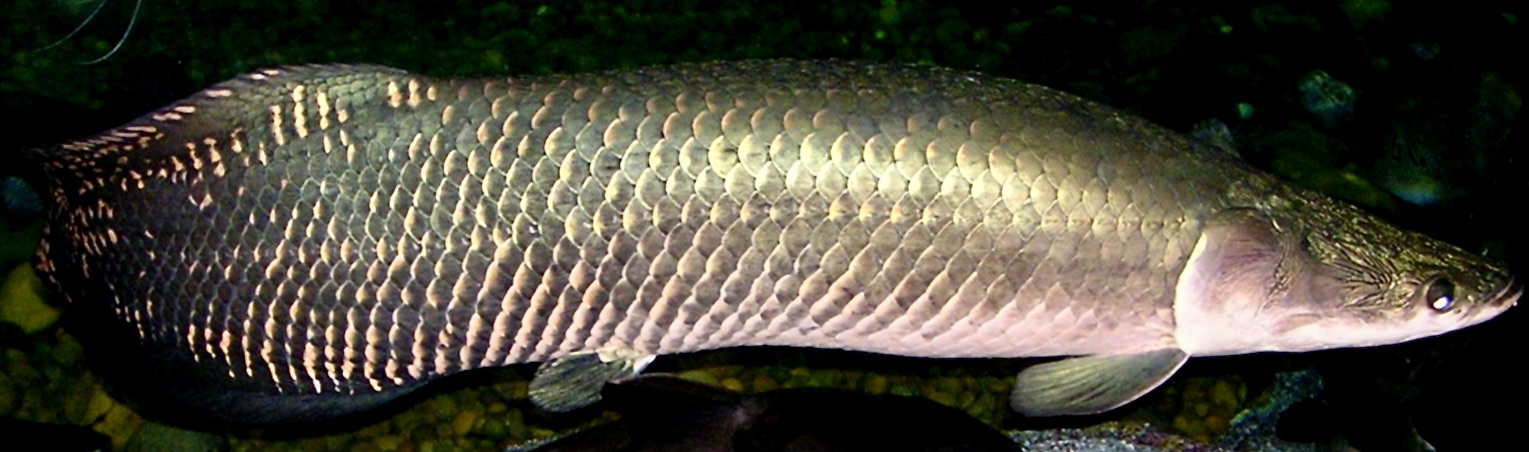
Arapaima gigas
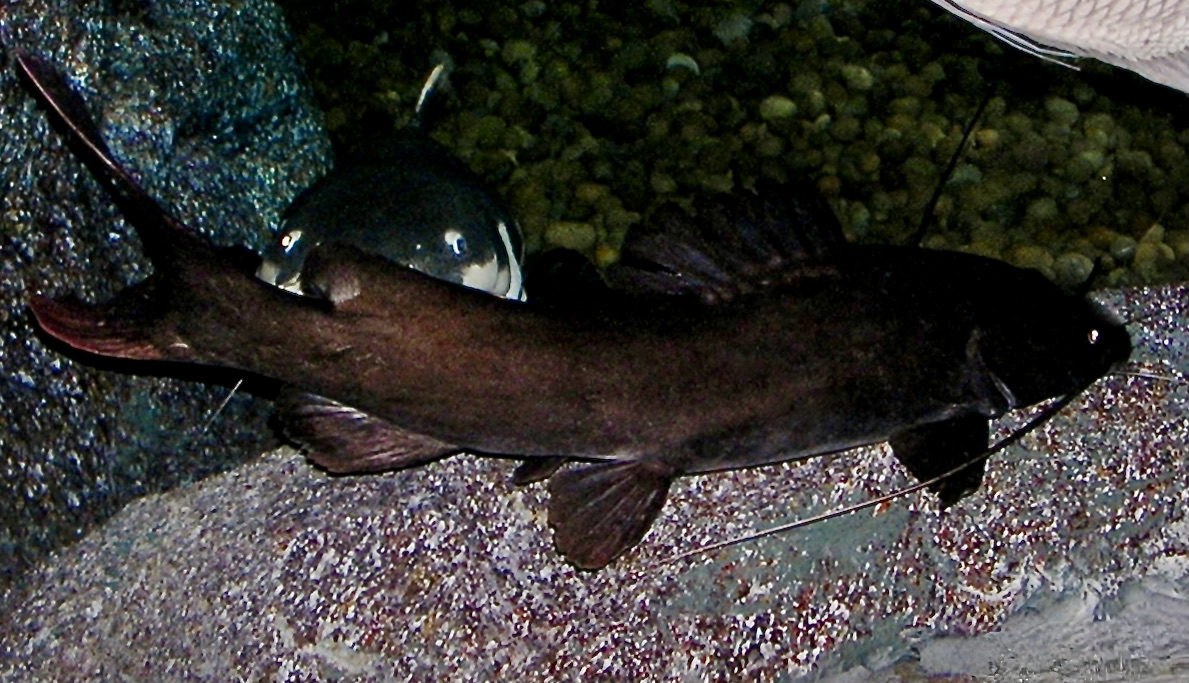
Hemibagrus filamentus

In der Abteilung der tropischen Ozeane befindet sich ein acht Meter hohes Aquarium, das Korallen, Seeanemonen, Seeigel und verschiedene exotische Fischarten enthält, ein kleines Korallenriff wurde nachgebaut. Eine besonders spektakuläre Einrichtung ist ein aus klarem Acryl hergestellter Unterwassertunnel, der einen 270-Grad Rundblick in die Unterwasserwelt  mit Haien und Rochen ermöglicht. Ein nachgebildetes Schiffswrack wurde als Versteckmöglichkeit eingefügt. Spezielle Becken sind mit Seepferdchen, Tintenfischen und Quallen besetzt. Diverse Krebstierarten und Meeresschnecken bewohnen Schaubecken gemeinsam mit denjenigen Fischen, mit denen sie auch im Freiwasser ihren Lebensraum teilen. Afrikanische Pinguine leben in einer offenen Anlage, Arten der Antarktis werden in einem mit künstlichem Eis und Schnee ausgestatteten Pinguinarium gehalten. Unter den ausgestellten Tieren befindet sich auch eine begrenzte Anzahl an Amphibien. Zu den wenigen Säugetieren im Aquarium zählen einige Otter.

## Sonderprogramme
Zu bestimmten Zeiten werden für die Besucher Fütterungsshows für Pinguine und Otter veranstaltet. Fahrten mit einem Glasbodenboot sind über ein besonders großes Becken möglich, von dem aus auch Haie gefüttert werden. Unter der Anleitung erfahrener Trainer besteht sogar die Möglichkeit für einen Tauchgang zwischen Haien und Rochen. Eine Tour hinter den Kulissen der Anlagen zeigt den Besuchern außerdem, wie ein Aquarium funktioniert und wie beispielsweise das Futter der Tiere zubereitet und wie die Wasserqualität überwacht wird.
In einem 4D-Kino wird stündlich ein 15-minütiger Film vorgeführt, der Szenen über eine von Dinosauriern bewohnte Insel zeigt. Der Film ist mit Spezialeffekten wie Wind, Wasser, Blasen, Geräuschen und Düften ausgestattet.
Sea Life Bangkok Ocean World engagiert sich auch für Naturschutz und Bildung. Das Aquarium verfügt über mehrere Programme und Initiativen, um das Bewusstsein für das aquatische Leben zu schärfen. Im Rahmen von Schulungen und Diskussionsrunden unterrichtet das Expertenpersonal die Teilnehmer über die Anpassung, das Überleben, die Nahrung und die Brutgewohnheiten von Meeresbewohnern. Gemeinsam mit dem Sea Life Trust, einer Wohltätigkeitsorganisation, beteiligt sich das Aquarium an Schutzprojekten für gefährdete Meerestiere sowie an Programmen, die die Verringerung der Plastikverschmutzung der Weltmeere zum Ziel haben.

## Galerie
Die nachfolgende Bildauswahl zeigt einige Tiere aus dem Bestand der Sea Life Bangkok Ocean World:

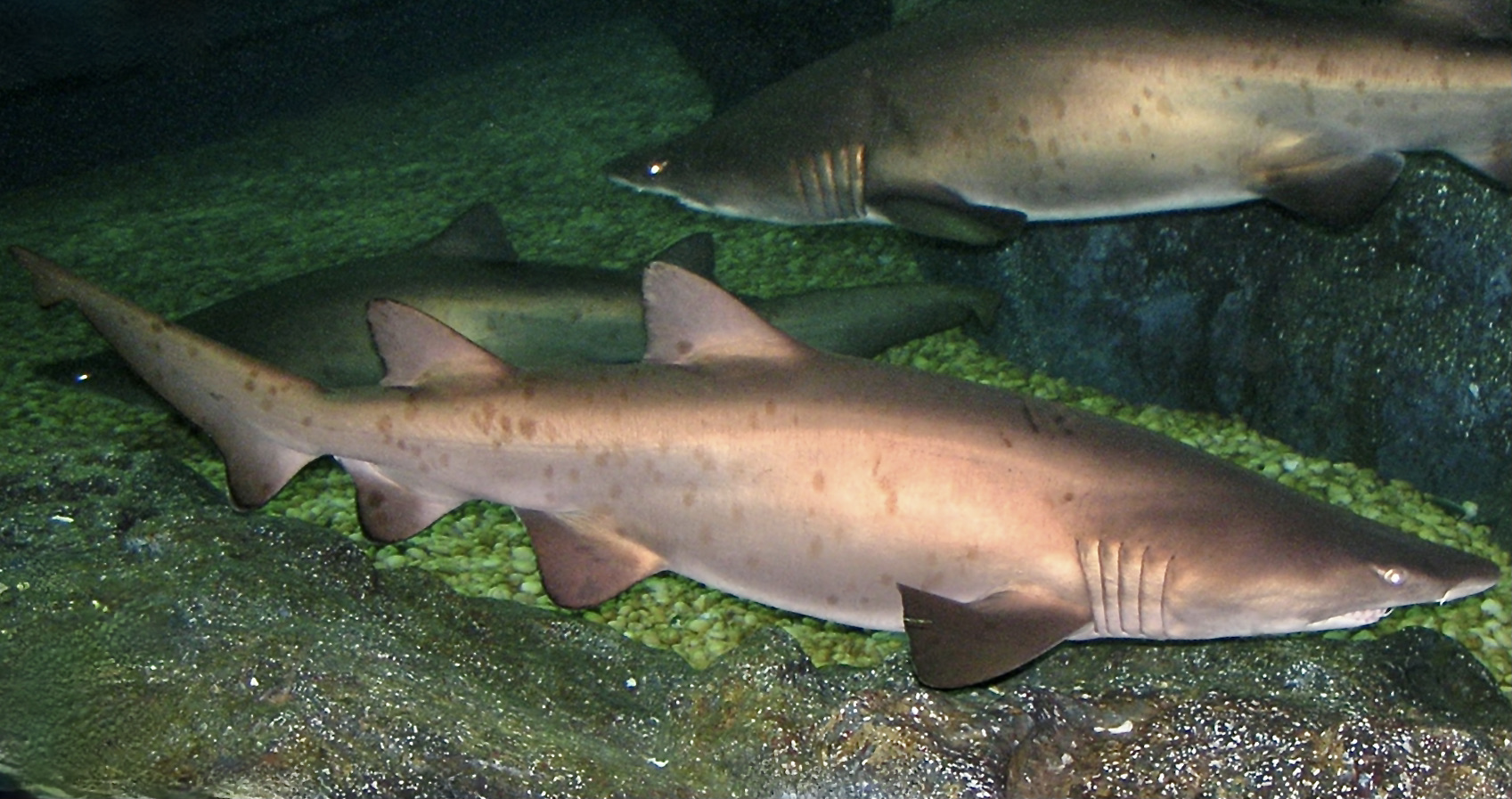
Sandtigerhai
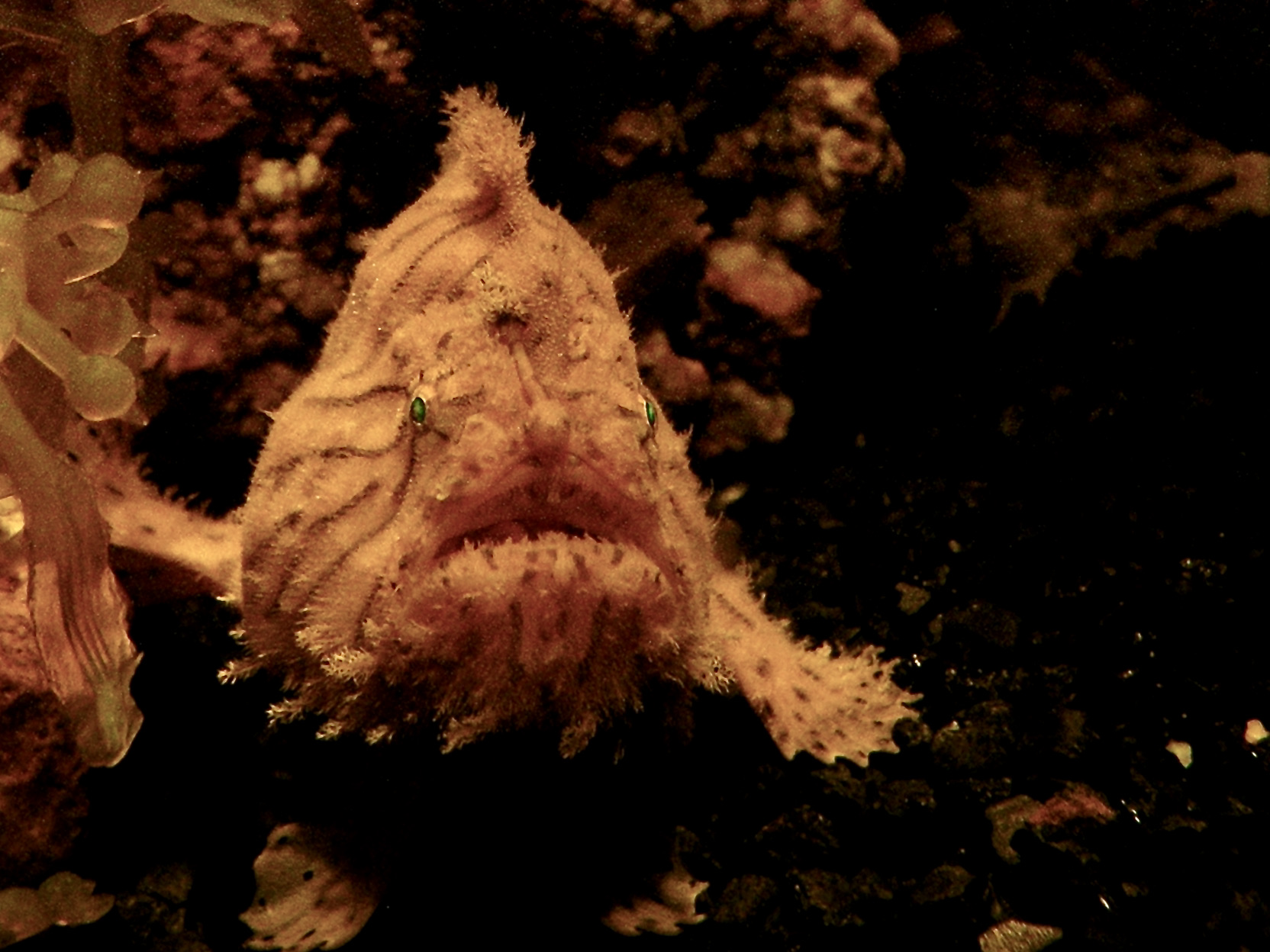
Hispid-Anglerfisch
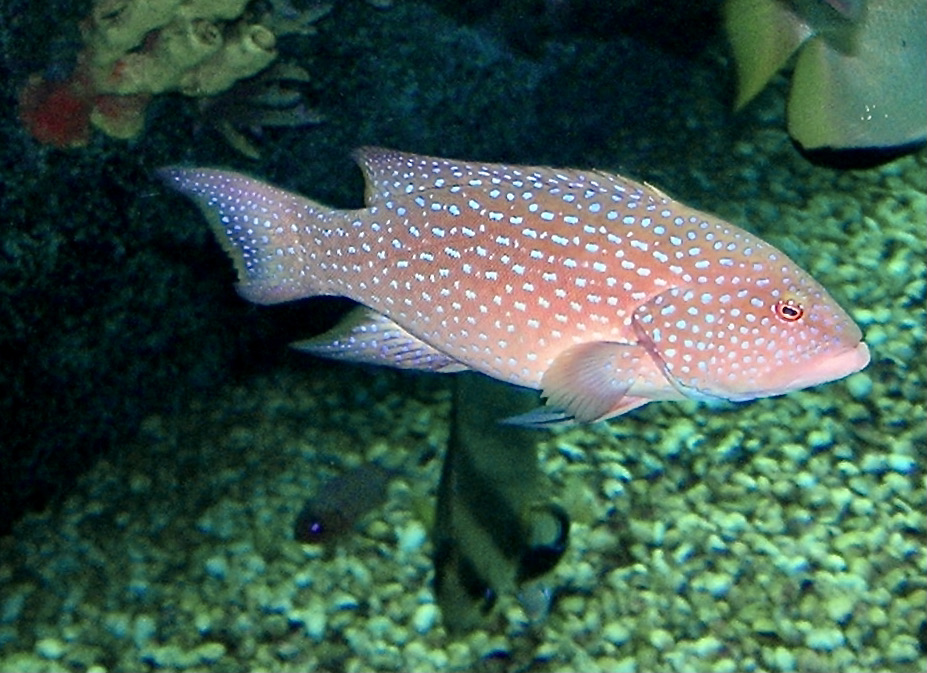
Mondsichel-Juwelenbarsch
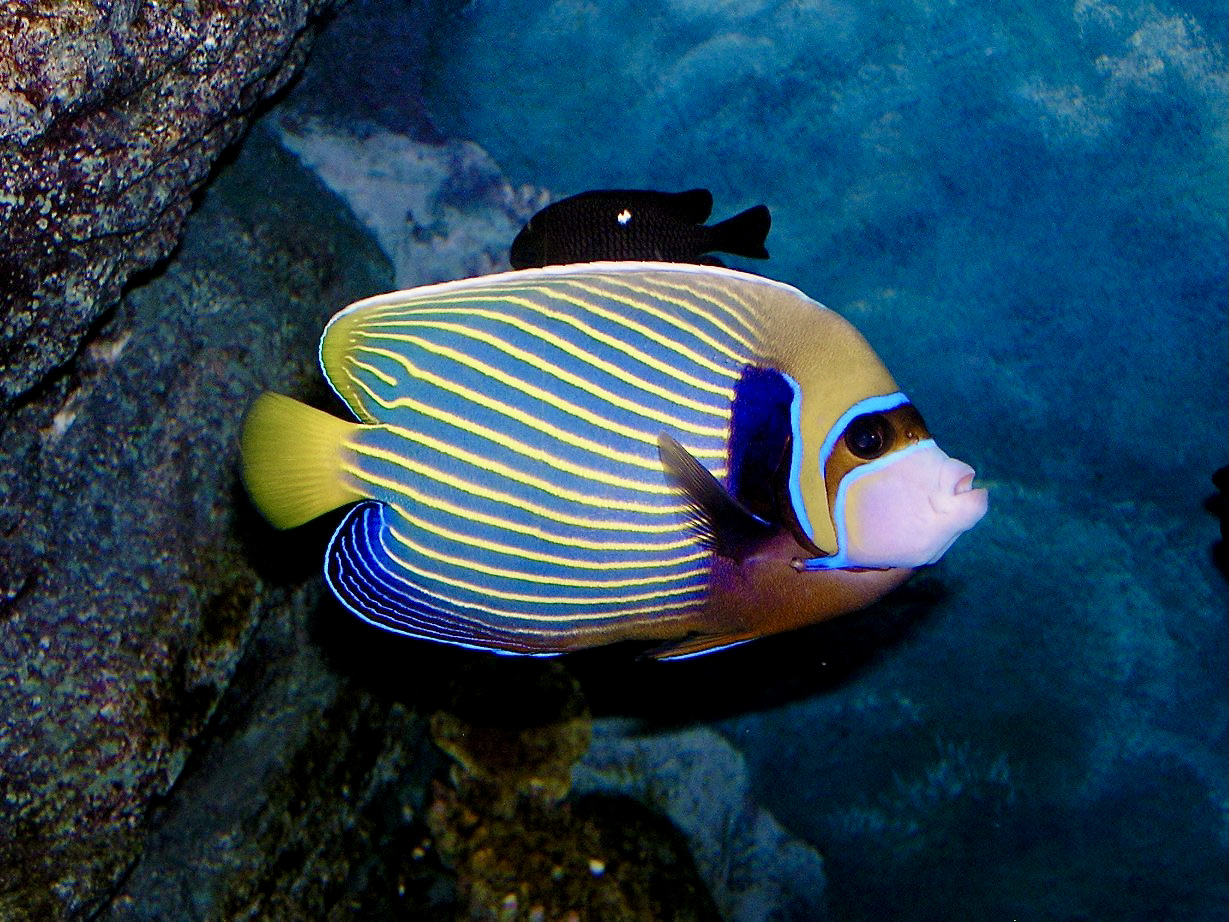
Imperator-Kaiserfisch
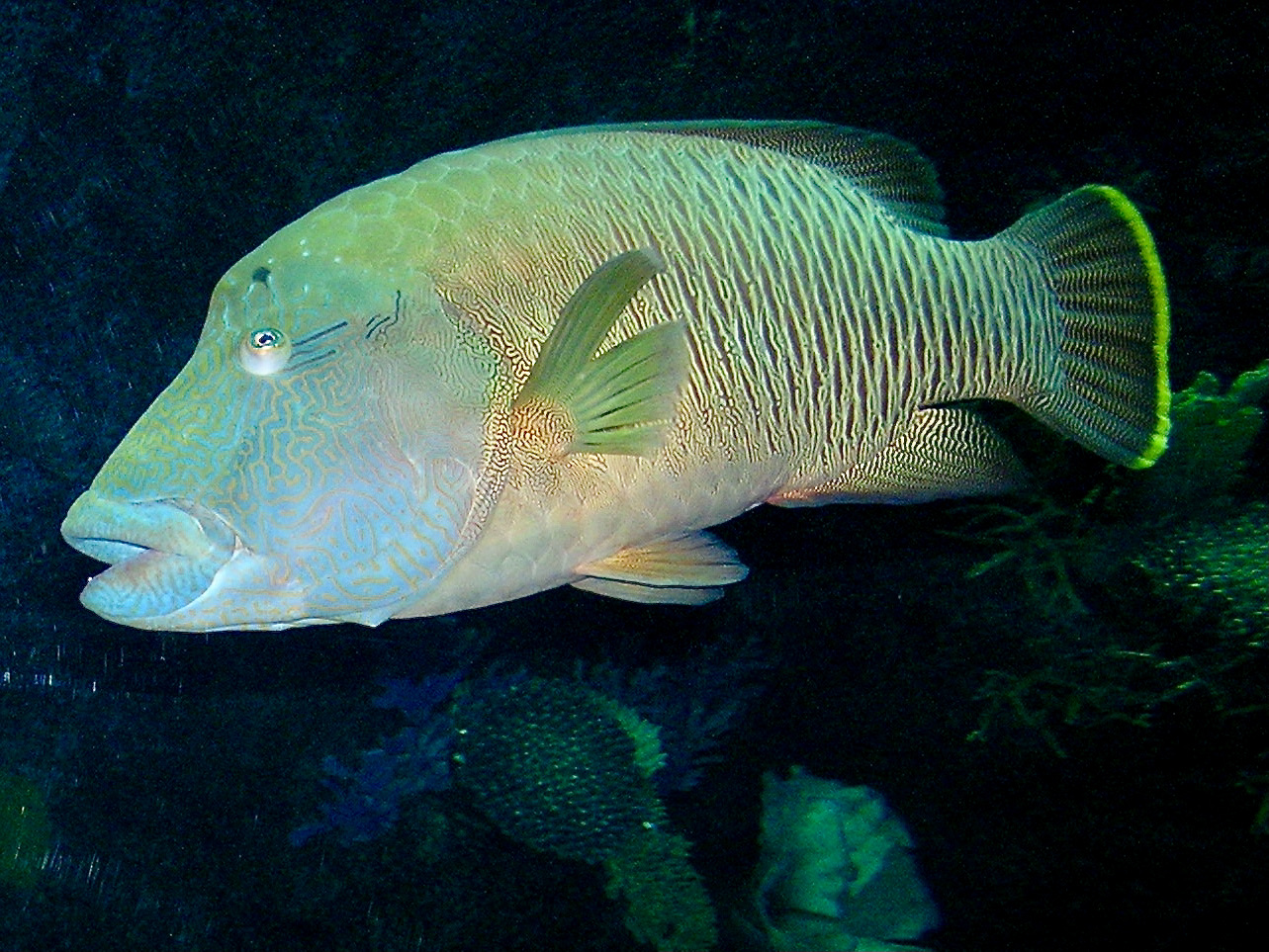
Napoleon-Lippfisch
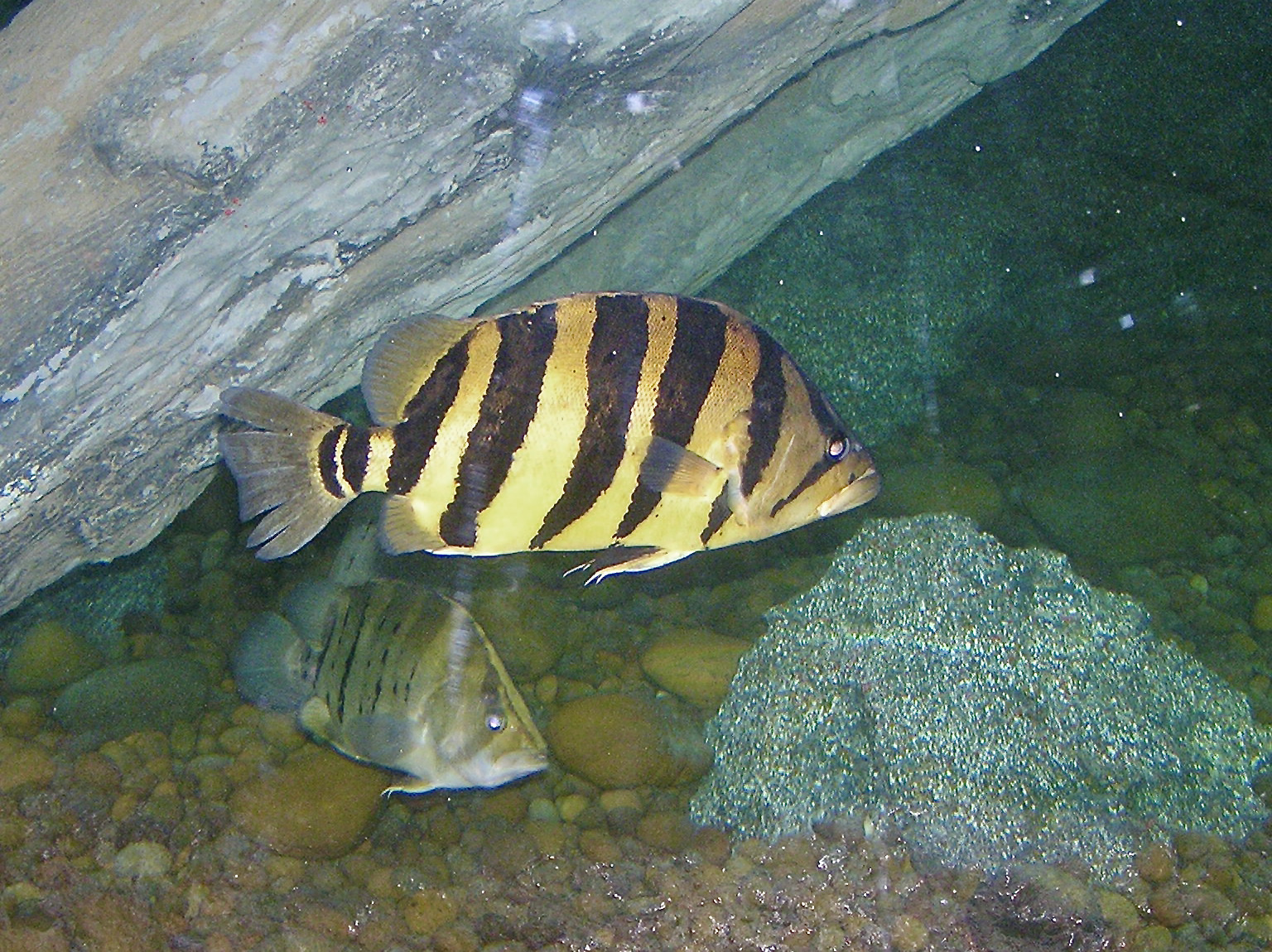
Datnioides polota
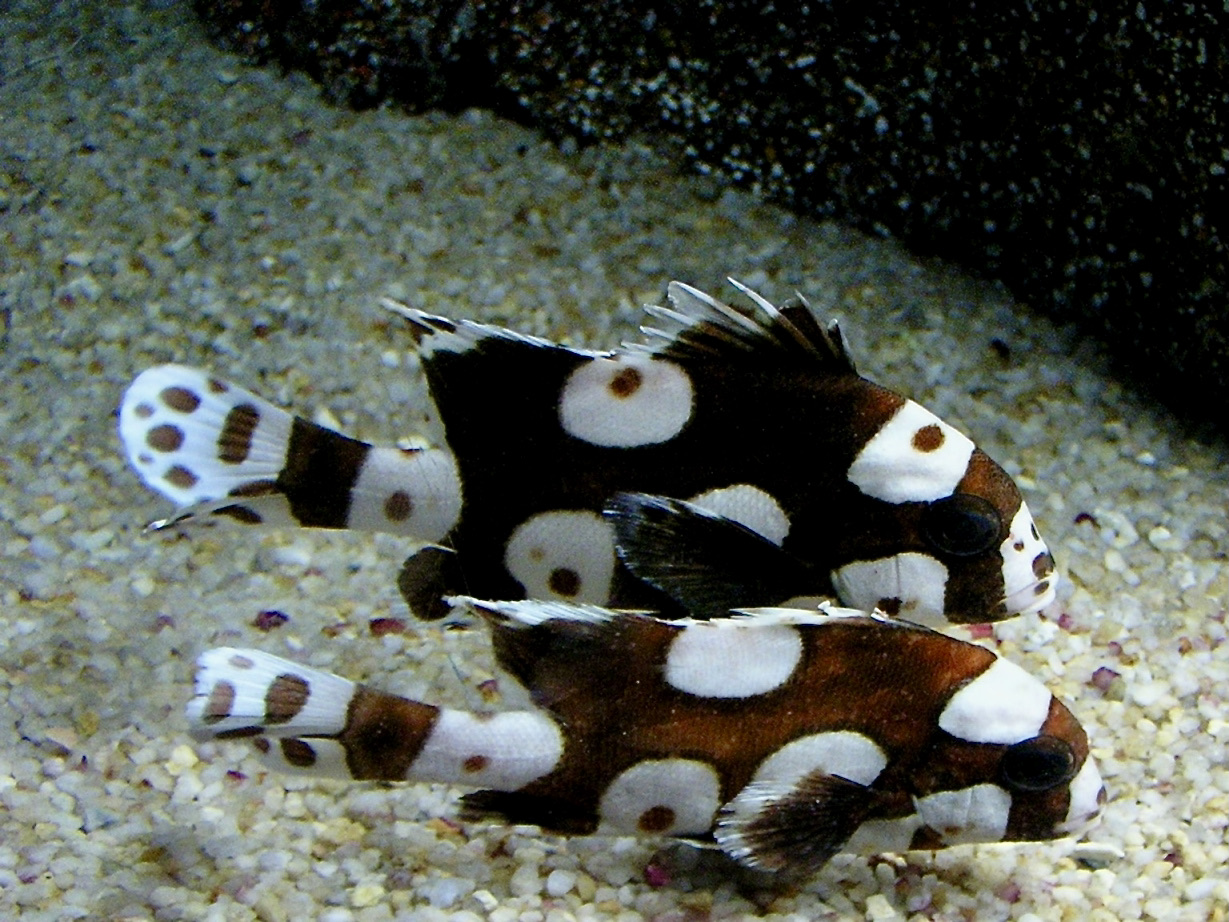
Plectorhinchus chaetodonoides
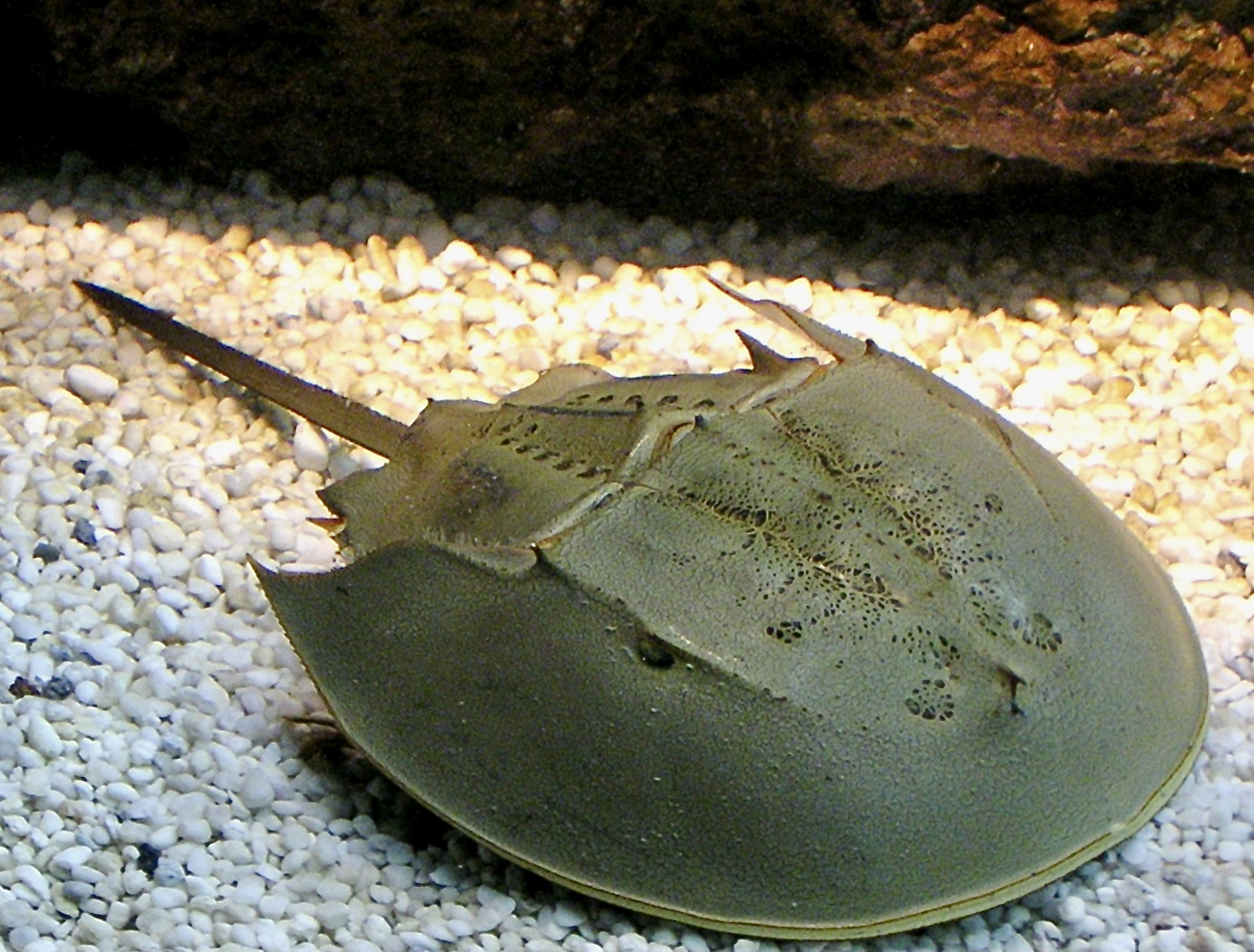
Tachypleus gigas
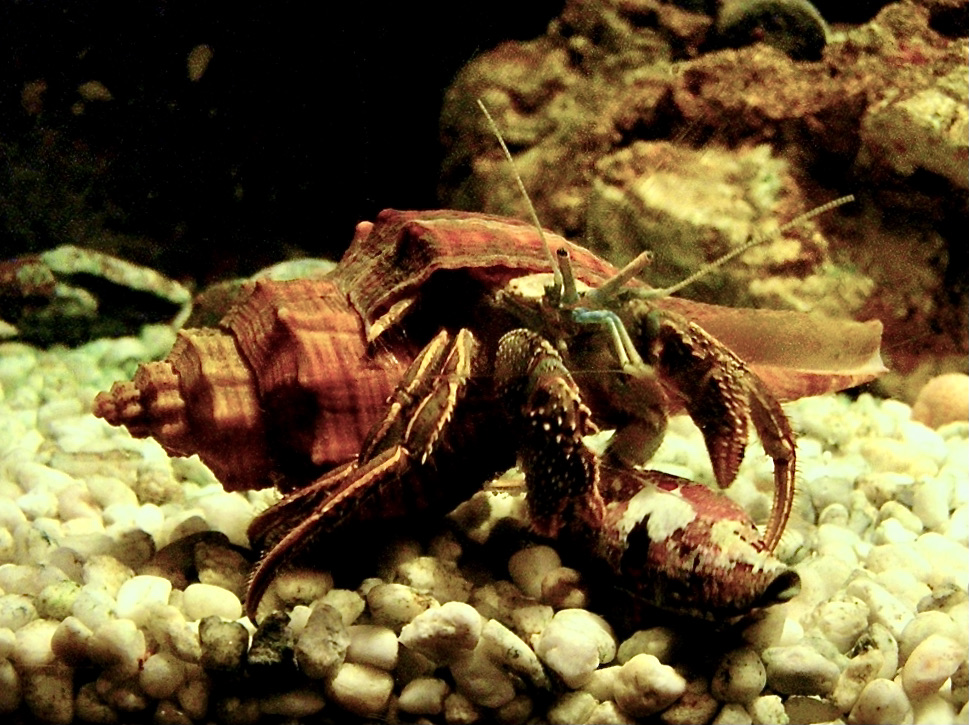
Clibanarius infraspinatus
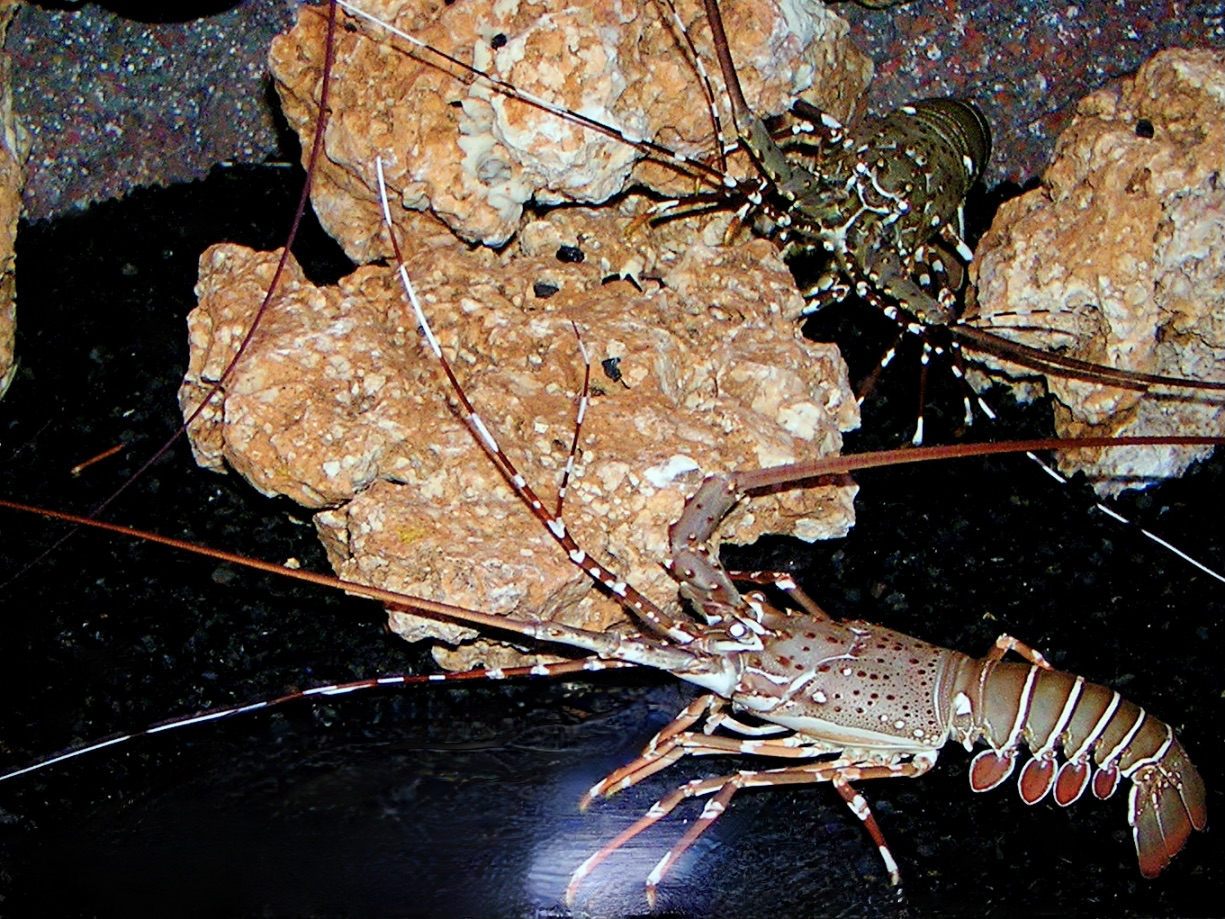
Panulirus polyphagus